# Warren Oates
Warren Mercer Oates (Depoy, Kentucky, 5 de julio de 1928 - Los Ángeles, California, 3 de abril de 1982) fue un actor de televisión y cine estadounidense. Es recordado sobre todo por su colaboración con el director Sam Peckinpah en los filmes The Wild Bunch (1969) y Bring Me the Head of Alfredo Garcia (1974).

## Biografía y carrera
Nacido en el pequeño pueblo minero de Depoy, en Kentucky, hijo de Bayless Earle Oates y Sara Alice Oates (de soltera Mercer), tenía un hermano cinco años mayor llamado Gordon. Su primera infancia fue afectada por la Gran Depresión, obligando a sus padres a cerrar la tienda que mantenía a la familia. Para subsistir, su madre recibía huéspedes en su casa, y Warren trabajó recogiendo fresas para ayudar a su familia. La situación económica se hizo insostenible y la familia se mudó a la ciudad de Louisville, Kentucky, donde su padre encontró trabajo en un hospital. 
Allí, Warren realizó sus estudios, siendo discriminado por sus compañeros debido a su humilde origen, y se vio envuelto en varias peleas. Se graduó en 1945 en el Louisville Male High School, y decidió enrolarse en el Cuerpo de Marines de los Estados Unidos. Después de servir dos años como mecánico de aviación, regresó a Louisville para ingresar en la Universidad de Louisville. Allí descubrió la actuación teatral, interpretando el papel que él conocía perfectamente, el de un humilde muchacho campesino. Pronto ingresó al elenco de un grupo teatral de la ciudad. Por iniciativa del administrador de la compañía teatral, C. Douglas Ramey, a los 25 años y llevando 200 dólares consigo, Warren se trasladó a Nueva York, buscando nuevos horizontes. 
En la gran ciudad trabajó en varios oficios menores para mantenerse, como tantos jóvenes que como él que buscaban una oportunidad en el mundo de la actuación. Allí conoció a Robert Culp y a Steve McQueen, otros dos aspirantes a actores, de quienes se hizo amigo. Insistiendo con mucha determinación, visitaba las oficinas donde se realizaban selecciones de casting. En algún momento la suerte le sonrió y consiguió un trabajo vacante en la cadena CBS, que realizaba nada menos que el entonces desconocido James Dean. El trabajo consistía en dirigir los ensayos de los participantes en el show Beat the Rock. Finalmente en 1954, logró su primer papel en televisión junto a su amigo Robert Culp en la serie Theatre Guild, que ganó el premio Christopher Award, que sirvió a ambos actores como carta de presentación en sus carreras. Participó en papeles menores en otras series de 1956 a 1957, junto a consagrados actores. 
Con frecuencia, sus amigos y socios le repetían que por su apariencia y su acento de Kentucky, debería probar suerte en el ambiente del wéstern, en Hollywood. Allí comenzó en 1958 participando en la serie de televisión Have Gun Will Travel, continuando en numerosas series más.
En 1958 conoció al director Sam Peckinpah en la filmación de un capítulo de la serie El hombre del rifle. En 1959 participó en las películas Up Periscope y Yellowstone Kelly. 
En la década de 1960 participó en quince filmes más y dos películas para televisión. Destacan las películas Ride the High Country (1962). Mayor Dundee (1965), y The Wild Bunch (1969) del director Sam Peckinpah, y In the Heat of the Night (1967) de Norman Jewison. En la misma década participó también en aproximadamente una cincuentena de series de televisión, incluida la famosa El Fugitivo. 
Warren Oats, apareció en un capítulo en la serie “Perdidos en el espacio” (1965) “Bienvenido forastero” (capítulo 6, temporada 1), con el nombre de Jimmy Hapgood; él llega al planeta donde están los Robinson, atraído por una señal que el pequeño Will envió por la radio; tras ‘aterrizar’ dijo cuán había sido su misión, “llegar a Saturno” y una estrella lo desvió, pues “la curiosidad mató al gato”; dijo que él había salido de la tierra a las 6:00 horas del día 18 de junio de 1985 fecha de su despegue -dato curioso, en la vida real, tristemente, no llegó a esa fecha, muriendo joven aún.

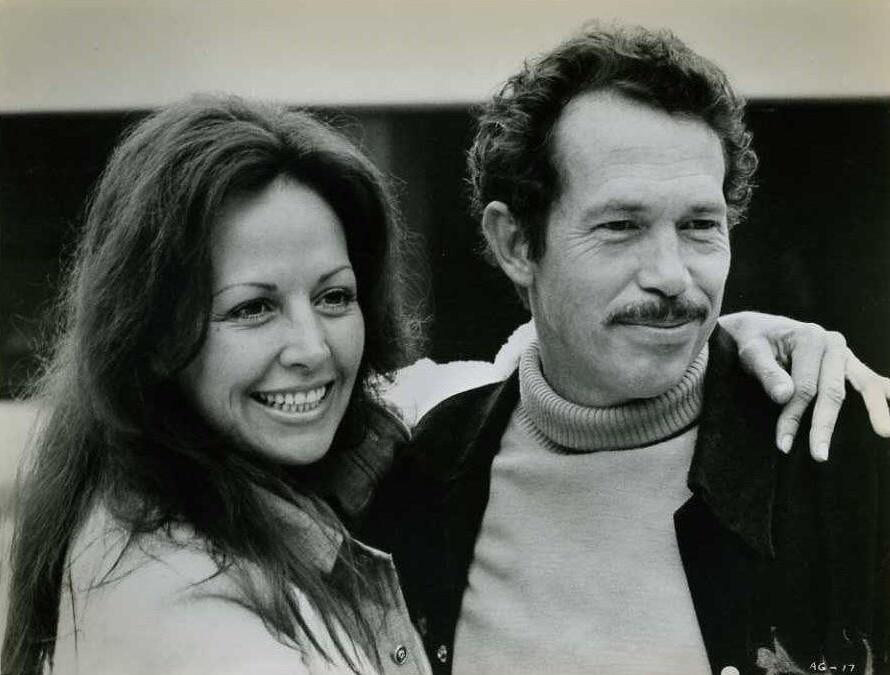
Oates junto a Isela Vega en 1974.

Ya reconocido como actor de carácter, en la década de 1970 colaboró con los consagrados directores Joseph L. Mankiewicz en El día de los tramposos (1970); Monte Hellman en Carretera asfaltada en dos direcciones (1971); John Milius en Dillinger (1973); Terrence Malick en Malas tierras (1973); Philip Kaufman en The White Dawn (1974); Sam Peckinpah en Bring Me the Head of Alfredo García (1974), William Friedkin en El mayor robo del siglo (1978); y Steven Spielberg en 1941 (1979). Los filmes Carretera asfaltada en dos direcciones y Bring Me the Head of Alfredo García pasaron a convertirse en películas de culto. En esa década, participó en cinco series de televisión, cinco telefilmes y veintidós películas para el cine.
Durante los que fueron los últimos años de su vida, actuó en un telefilme, Baby Comes Home (1980); cuatro largometrajes: El pelotón chiflado (1981), La frontera (1982), Blue Thunder (1983) y El hombre más duro (1983); y en las series de televisión East of Eden (1981) y Azules y grises (miniserie) (1982).
La muerte lo sorprendió a los 53 años de edad, cuando sufrió un infarto cardíaco el 3 de abril de 1982, en Los Ángeles, California.